# Erich Baer (Chemiker)
Erich Eugen Ferdinand Baer (* 8. März 1901 in Berlin; † 23. September 1975 in Toronto) war ein deutsch-kanadischer Chemiker.

## Leben
Baer war ein Doktorand von Hermann Otto Laurenz Fischer, dem er 1937 nach Toronto folgte. Sie arbeiteten dort bis 1948 zusammen. Gemeinsam synthetisierten sie Glycerinaldehyd-3-phosphat (im Englischen auch Fischer-Baer-Ester genannt), ein wichtiges Stoffwechselprodukt. 1951 wurde er Professor für Chemie an der University of Toronto. 1969 wurde er emeritiert.
Er entwickelte einen Syntheseweg für Phospholipide, der von natürlich vorkommenden Zuckeralkoholen ausgeht, die die dreidimensionale Struktur vorgeben.
1964 erhielt er den AOCS Award in Lipid Chemistry der American Oil Chemists Society.